# Survivor (bài hát của Destiny's Child)
"Survivor" (Tạm dịch: "Sống sót") là một ca khúc được trình diễn bởi nhóm nhạc R&B người Mỹ Destiny's Child, được viết và sáng tác bởi thành viên Beyoncé Knowles, Anthony Dent, và Mathew Knowles, trích từ album phòng thu thứ ba của nhóm là Survivor (2001). Ca khúc này đã giúp nhóm nhận được giải "Trình diễn Song ca hoặc Nhóm nhạc R&B Xuất sắc nhất" tại lễ trao giải Giải Grammy năm 2002.
Video ca nhạc của bài hát cũng dành khá nhiều thành công khi thắng giải MTV Video Music Award 2001 cho Video R&B Xuất sắc nhất, cùng một giải Soul Train Lady of Soul Award cho "Đĩa đơn R&B/Soul Xuất sắc của một Nhóm, Ban nhạc hay Song ca". Ca khúc còn được thu âm lại bởi ca sĩ-nhạc sĩ Jill Sobule và bài hát này nằm trong album của cô là The Folk Years 2003-2003 (2004). Sau đó, nghệ sĩ nhạc rap Vanilla Ice cũng đã trình diễn một phiên bản rap của ca khúc trong album năm 2005 của mình là Platinum Underground.

## Bối cảnh
Vào năm 1999, hai thành viên của Destiny's Child là LaTavia Roberson và LeToya Luckett đã rời khỏi nhóm, hai thành viên còn lại là Beyoncé Knowles và Kelly Rowland đã thay thế hai thành viên mới là Michelle Williams và Farrah Franklin. Nhưng sau đó, Franklin cũng đã rời khỏi nhóm nhạc. Theo Knowles, nhóm đã lấy ý tưởng từ chương trình Survivor, và giúp cô "viết về những sự tranh cãi của chúng tôi."
Ngoài ra, ca khúc cũng được kênh Black Entertainment Television chọn là ca khúc hay nhất thập niên 2000 với vị trí #10.

## Video ca nhạc
Video của bài hát được trình chiếu trên chương trình "MTV - Making the Video". Nội dung của video được thể hiện rõ ở khúc dạo đầu khi các cô gái bị đắm tàu và bị trôi vào bờ, sau nhóm đã thức dậy lạc vào một hòn đảo kì bí.
Video này đồng thời cũng nằm trong bộ đĩa #1's, và nằm trong phiên bản quốc tế của album Survivor và trong DVD độc quyền tại Wal-Mart mang tên Bộ đĩa dành cho Người hâm mộ.
Video phối lại sau đó cũng đã phát hành với sự xuất hiện của Da Brat nhưng không được xuất hiện trong bất cứ tuyển tập video nào.

## Diễn biến trên bảng xếp hạng
"Survivor" lần đầu xuất hiện tại vị trí #43 trên bảng xếp hạng Billboard Hot 100, trở thành vị trí xuất hiện cao nhất của nhóm hiện tại, chỉ sau "Lose My Breath" với vị trí #30, và đã nhanh chóng tăng hạng với vị trí á quân chưa đầy một tháng. Nhưng đây vẫn chưa đánh bại kỷ lục của đĩa đơn thành công "All For You" trình bày bởi Janet Jackson. Ca khúc đồng thời cũng đứng đầu bảng Billboard Hot Dance Music Maxi-Singles Sales đến tám tuần liền nhưng chỉ vươn lên vị trí số năm trên Hot R&B/Hip-Hop Singles & Tracks. Sau đó, ca khúc cũng đã giành lấy vị trí quán quân trên bảng Hot 100 Airplay đến năm tuần liền và vị trí thứ 3 trên Hot 100 Singles Sales.
Tại Anh, "Survivor" cũng vươn lên vị trí đầu bảng cùng 290,000 bản được tiêu thụ. Ca khúc cũng đứng đầu tại Ireland, Hà Lan, và Nhật Bản. Ngoài ra, ca khúc cũng đứng đầu bảng United World Tracks đến năm tuần liền cùng vị trí thứ nhất tại Canada, vị trí thứ nhì tại New Zealand, trong top 5 ở Úc, Đức, và vị tri #12 tại Pháp.

## Tranh cãi
Hai thành viên cũ của nhóm là LeToya Luckett và LaTavia Roberson đã kiện Knowles, Rowland, và người quản lý cũ Mathew Knowles vì tội ám chỉ họ trong ca khúc này khi có những lời nhạc như "You thought I wouldn't sell without you/sold nine million" (Tạm dịch: "Mấy người tưởng tôi sẽ không bán đĩa được nếu không có các người ư/bán chín triệu đĩa"), họ cho rằng nhóm đã vi phạm thỏa thuận giữa hai bên khi xâm phạm đến họ trong ca khúc này.

## Phiên bản cover
Một bản thu lại với tốc độc nhanh của ca khúc do nhóm Nancy And The Boys trình bày đã xuất hiện trong Dancemania Speed 7, phát hành tại Nhật cuối năm 2001.
Nhóm nhạc alternative rock người Đức, Die Happy đã thu âm lại ca khúc này trong album 2003 của họ là Red Box. Ban nhạc deathcore Betraying The Martyrs cũng đã phát hành đĩa đơn hát lại của "Survivor" và trở thành đĩa đơn duy nhất của nhóm năm 2010. Zebrahead sau đó đã trình diễn ca khúc trong album Panty Raid. Bản gốc của ca khúc còn xuất hiện trong video game "Elite Beat Agents".

## Những người thực hiện
- Giọng chính: Beyoncé Knowles, Kelly Rowland, và Michelle Williams (hát bè 2 lời, 1 điệp khúc)
- Sản xuất thanh nhạc: Kelly Rowland[cần dẫn nguồn] và Mathew Knowles

## Xếp hạng
| Bảng xếp hạng (2001)                     | Vị trí |
| ---------------------------------------- | ------ |
| Úc (ARIA)                                | 7      |
| Áo (Ö3 Austria Top 40)                   | 10     |
| Bỉ (Ultratop 50 Flanders)                | 5      |
| Bỉ (Ultratop 50 Wallonia)                | 6      |
| Đan Mạch (Tracklisten)                   | 4      |
| Phần Lan (Suomen virallinen lista)       | 4      |
| Pháp (SNEP)                              | 12     |
| Đức (GfK)                                | 8      |
| Ireland (IRMA)                           | 1      |
| Ý (FIMI)                                 | 6      |
| Hà Lan (Single Top 100)                  | 2      |
| New Zealand (Recorded Music NZ)          | 2      |
| Na Uy (VG-lista)                         | 1      |
| Thụy Điển (Sverigetopplistan)            | 3      |
| Thụy Sĩ (Schweizer Hitparade)            | 5      |
| Anh Quốc (OCC)                           | 1      |
| Hoa Kỳ Billboard Hot 100                 | 2      |
| Hoa Kỳ Hot R&B/Hip-Hop Songs (Billboard) | 6      |
| Hoa Kỳ Dance Club Songs (Billboard)      | 1      |
| Hoa Kỳ Pop Airplay (Billboard)           | 2      |

## Định dạng và các bản phối lại
- Đĩa đơn Maxi tại Úc 670780 2

1. "Survivor" (Phiên bản của Album)
2. "So Good" (Maurice's Soul Remix)1
3. "So Good" (Digital Black-N-Groove Club Mix)1
4. "Independent Women Part I" (Joe Smooth 200 Proof 2 Step Mix)

- Bản phối nhạc Dance tại Mỹ 44K 79566[26]

1. "Survivor" (Remix/Bản mới cùng Da Brat)
2. "Survivor" (Calderone Club Mix) [hay có tên "Victor Calderone Club Mix"]
3. "Survivor" (Calderone Drum Dub Mix)
4. "Survivor" (CB200 Club Anthem Mix)
5. "Survivor" (Azza'z Soul Remix)

- Đĩa đơn Maxi tại châu Âu COL 670749 2[27]

1. "Survivor" (Phiên bản của Album)
2. "Survivor" (Azza'z Soul Remix Radio Edit)
3. "Survivor" (Digital Black-N-Groove Radio Mix)
4. "Survivor" (CB200 Club Anthem Mix)

- Đĩa đơn tại Anh Phần I COL 671173 2[28][29]

1. "Survivor" (Phiên bản của Album) - 4:14
2. "Survivor" (Azza'z Soul Remix Radio Edit) - 3:56
3. "Survivor" (Victor Calderone Club Mix) - 9:26

- Đĩa đơn tại Anh Phần II COL 671173 5[30]

1. "Survivor" (Jameson Full Vocal Remix) - 6:19
2. "Independent Women Part 1" (Trực tiếp tại giải Brits 2001) - 3:52
3. "So Good" (Maurice's Soul Remix)1 - 7:35
4. Video nhóm trình diễn Independent Women Part 1 tại The Brits 2001

Ghi chú
- 1 Những bản phối của "So Good" gồm những bản thu mới, khác hoàn toàn với Phiên bản của Album.

## Phiên bản chính thức
| - "Survivor" (A cappella) - "Survivor" (Nhạc nền) - "Survivor" (Azza'z Soul Remix) - "Survivor" (Azza'z Soul Remix/Phiên bản chỉnh của Đài phát thanh) - "Survivor" (CB2000 Club Anthem Mix) * hay có tên (Josh Charlie Main Remix) - "Survivor" (Digital Black-N-Groove Remix) * hay có tên (Josh Hard Main Remix) - "Survivor" (Josh Hard Radio Remix) * - "Survivor" (Jameson Full Vocal Remix) | - "Survivor" (Maurice's Soul Mix) * hay có tên (Josh Soul Main Remix) - "Survivor" (Josh Soul Radio Remix) - "Survivor" (Remix/Bản mới) (cùng Da Brat) - "Survivor" (Richard Vission's V-Quest Remix) - "Survivor" (Victor Calderone Mix) - "Survivor" (Victor Calderone Drum Dub Mix) |

-* Những bản phối này gồm giọng thu lại của Michelle và Kelly, chịu trách nhiệm bởi Maurice Joshua.